# Мартіна Пребер
Мартіна Пребер (нім. Martina Proeber, 4 січня 1963) — німецька стрибунка у воду.
Призерка Олімпійських Ігор 1980 року.